# Sega Ages
Sega Ages se refiere al relanzamiento de un compilado de juegos clásicos de la desarrolladora y editora de videojuegos Sega. 

## Versión Saturn
Sega-AM2 lanzó varios juegos de Sega Ages para la Sega Saturn en Japón, incluyendo Out Run, Space Harrier, Galaxy Force II, After Burner II, Fantasy Zone y Power Drift. También hubo dos colecciones de Sega Ages Memorial que incluían un número de juegos antiguos por disco. Estos juegos apuntaban a ser adaptaciones fieles a los originales de Arcade.
En 1996, Working Designs publicó Sega Ages Volume 1 en Norteamérica, consistiendo de OutRun, Space Harrier y After Burner 2 en un disco. En función de acomodar los 3 juegos en un solo disco, Working Designs decidió omitir las bandas sonoras "originales" de las versiones arcade y dejó en su lugar las pistas remezcladas, llamándolo una "experiencia refrescante" para el jugador.

## Sega Ages 2500
Sega Ages 2500 es una serie de lanzamientos de bajo precio y temática retro lanzada por Sega para la consola PlayStation 2 en Japón. Inicialmente fue parte de un proyecto conjunto con D3 Publisher llamado 3D AGES (SEGA D3 deletreado al revés). Estos lanzamientos eran primariamente reconstrucciones de títulos arcade clásicos con gráficas 3D modernas y nuevos aspectos de jugabilidad, pero también incluían reconstrucciones 2D (los juegos Phantasy Star) y conversiones (Virtua Racing, Bonanza Brothers). Muchos de estos lanzamientos fueron duramente criticados por su bajo costo de producción, jugabilidad inferior y visuales que carecían de encanto. Aquí Sega asume control del proyecto con el lanzamiento de Decathlete, y el estudio de desarrollo 3D AGES es retirado con el lanzamiento de Phantasy Star Generation 2. La dirección de la serie cambia su foco de reconstrucciones a compilados de títulos emulados, y conversiones (con mejoras o no) de juegos de Sega clásicos. Sega produjo estos títulos por su propia cuenta, pero el trabajo de desarrollo en si era frecuentemente delegado a otros estudios, más notablemente M2.
La excepción más notable al cese de reconstrucciones de juegos vino con el lanzamiento final de la serie, Fantasy Zone Complete Collection, que incluía un compilado de juegos clásicos al igual que una reconstrucción de Fantasy Zone II hecha en un estilo contemporáneo con el original. El prolongado desarrollo de este juego llevó casi 2 años, tras los que luego Sega decidió retirar la serie, aunque no indicaron si este retiro sería permanente.
El número 2500 hace referencia al precio de los juegos en yen.
La lista actual de títulos en la serie:
- Vol. 01 Phantasy Star Generation 1 (28 de agosto de 2003)
- Vol. 02 Monaco GP (28 de agosto de 2003)
- Vol. 03 Fantasy Zone (28 de agosto de 2003)
- Vol. 04 Space Harrier (25 de septiembre de 2003)
- Vol. 05 Golden Axe (25 de septiembre de 2003)
- Vol. 06 Bonanza Bros. (15 de enero de 2004)
- Vol. 07 Columns (18 de diciembre de 2003)
- Vol. 08 Virtua Racing (26 de febrero de 2004)
- Vol. 09 Gain Ground (26 de febrero de 2004)
- Vol. 10 Afterburner II (18 de marzo de 2004)
- Vol. 11 Hokuto no Ken (北斗の拳Hokuto no Ken?) (Fist of the North Star) (versión sin alterar del juego conocido como Black Belt) (25 de marzo de 2004)
- Vol. 12 Puyo Puyo Tsuu Perfect Set (24 de mayo de 2004)
- Vol. 13 Outrun (27 de mayo de 2004)
- Vol. 14 Alien Syndrome (29 de julio de 2004)
- Vol. 15 Decathlete Collection (29 de julio de 2004)
- Vol. 16 Virtua Fighter 2 (14 de octubre de 2004)
- Vol. 17 Phantasy Star Generation 2 (24 de marzo de 2005)
- Vol. 18 Dragon Force (18 de agosto de 2005)
- Vol. 19 Fighting Vipers (28 de abril de 2005)
- Vol. 20 Space Harrier Complete Collection (27 de octubre de 2005)
- Vol. 21 SEGA System 16 Collection: SDI & Quartet (27 de octubre de 2005)
- Vol. 22 Advanced Daisenryaku: Doitsu Dengeki Sakusen (23 de febrero de 2006)
- Vol. 23 Sega Memorial Selection (22 de diciembre de 2005)
- Vol. 24 Last Bronx (29 de junio de 2006)
- Vol. 25 Gunstar Heroes, Treasure Box (23 de febrero de 2006) (también contiene Dynamite Headdy y Alien Soldier)
- Vol. 26 Dynamite Deka (Die Hard Arcade) (27 de abril de 2006)
- Vol. 27 Panzer Dragoon (27 de abril de 2006)
- Vol. 28 Tetris Collection (28 de septiembre de 2006)
- Vol. 29 Monster World Complete Collection (8 de marzo de 2007) (también conocida como la serie Wonder Boy)
- Vol. 30 Galaxy Force II Special Extended Edition (26 de julio de 2007)
- Vol. 31 Cyber Troopers Virtual-On (25 de octubre de 2007)
- Vol. 32 Phantasy Star Complete Collection (27 de marzo de 2008)
- Vol. 33 Fantasy Zone Complete Collection (11 de septiembre de 2008)

### Sega Classics Collection
Algunos de estos juegos han sido lanzados en Norteamérica y Europa en Sega Classics Collection para PlayStation 2; en concreto Mónaco GP (Vol. 2), Fantasy Zone (Vol. 3), Space Harrier (Vol. 4), Golden Axe (Vol. 5), Bonanza Bros (Bajo el nombre de Tant-R & Bonanza Bros), Columns (Vol. 7), Virtua Racing (Vol. 8) y Outrun (Vol. 13). Alien Syndrome fue lanzado en la versión norteamericana de Sega Classics Collection, pero fue omitida del lanzamiento europeo para conservar el rating "12+" de Pan European Game Information.

## Trivia
El nombre "Sega Ages" es un palíndromo.